# شيه لينكا
 شيه لينكا ( 1981- ) من ووهان، واحدة من المبلغين عن تفشي فيروس كورونا 2019-2020 ، تحمل شهادة الدكتوراه من كلية تونغجى الطبية بجامعة هواتشونغ للعلوم والتكنولوجيا ، طبيبة معالجة في مركز الأورام بمستشفى اتحاد ووهان.

## حياتها
في بداية تفشي الفيروس التاجي 2019-2020 ، مساء يوم 30 كانون أول 2019 ، نشرت شيه لينكا رسالة في مجموعة WeChat بمركز السرطان في مستشفى اتحاد ووهان ، حيث تعمل ، "لا تذهب إلى هوانان سوق الجملة للمأكولات البحرية في المستقبل القريب. هناك الآن العديد من الأشخاص المصابين بالالتهاب الرئوي غير المبرر (مشابه للسارس). واليوم ، عالجت مستشفانا العديد من حالات مرضى الالتهاب الرئوي من سوق هوانان للمأكولات البحرية بالجملة. فليحرص الجميع على ارتداء الأقنعة والتهوية وقال المصدر إن الأنباء التي نشرتها مجموعة من زملائي الأصغر في مستشفى العدوى الخاص بي. حوالي 3 كانون ثاني ، تلقت شيه مكالمة من شرطة ووهان وتم اعلامها شفهيا بعدم نشر معلومات كاذبة ، لكنها كانت مهذبة للغاية. قالت شيه في مقابلة: الإنذار المبكر هو من واجب الطبيب.